# Action éducative en milieu ouvert
Pour un article plus général, voir Assistance éducative en France.
Ne doit pas être confondu avec Action éducative à domicile (AED).
 (décembre 2024).
Si vous disposez d'ouvrages ou d'articles de référence ou si vous connaissez des sites web de qualité traitant du thème abordé ici, merci de compléter l'article en donnant les références utiles à sa vérifiabilité et en les liant à la section « Notes et références ».
L'action éducative en milieu ouvert (AEMO) est une des mesures mises en place en France dans le cadre de l'éducation spécialisée, une mesure judiciaire civile (ordonnée par le juge des enfants) au bénéfice d'un ou de plusieurs enfants d'une même famille, qui consiste en l'intervention à domicile d'un travailleur social pour une durée variable (de 6 mois à 2 ans, renouvelable jusqu'aux 18 ans de l'enfant).
Depuis son entrée en vigueur le 1er juin 2011, la loi dispose de l'« assistance éducative en milieu ouvert, », « si décision judiciaire d'action éducative en milieu ouvert ou d'investigation ». Une certaine confusion est ainsi entretenue entre l'action des pouvoirs publics pour faire cesser un trouble à l'ordre public, et l'assistance dont bénéficient les êtres humains de la part du service public.

## Objectif
Une AEMO s'inscrit dans le domaine plus large de l'enfance en danger. Il s'agit pour le travailleur social (éducateur spécialisé, éducateur de jeunes enfants ou assistant social) de supprimer la notion de danger par une action éducative directement dans la famille (dans le cas d'un danger latent), ou bien dans le cadre d'une protection hors famille (dans le cas d'un danger patent).

## Démarche
Le travailleur social référent de la mesure peut être amené à rencontrer toutes les personnes en contact direct avec l'enfant (instituteurs, médecins, animateurs, assistante sociale etc) afin d'étayer son travail et accéder à une vision globale du contexte de vie de l'enfant. Il doit avant tout en avertir la famille et tenter d'obtenir son accord.
À l'échéance de la mesure, le travailleur social rédige un rapport au juge des enfants afin de rendre compte de son action. Le juge convoque la famille et le travailleur social référent en audience de cabinet afin de décider de la suite à donner à cette mesure : renouvellement ou mainlevée.
Le travailleur social intervenant dans un service d'AEMO est tenu au secret professionnel de par sa mission, qu'il travaille directement au sein de l'aide sociale à l'enfance (ASE) ou dans une association de droit privé qui a reçu délégation de l'ASE (habilitée justice).

## Décision
Une mesure d'AEMO s'impose à la famille (elle peut faire appel de la décision), mais il s'agit avant tout d'un travail de confiance qui doit s'établir entre la famille et le travailleur social, et ce, dans l'intérêt du ou des enfants.

## Financement
Les mesures d'aide éducative judiciaire (pour les mineurs) sont financées par les conseils départementaux.

## Suite

### Prolongation
À sa majorité (18 ans en France), le jeune peut demander que le suivi éducatif entrepris au cours de sa minorité soit prolongé. Pour cela, il doit en faire la demande écrite auprès de l'Aide sociale à l'enfance de son département et contractualiser une mesure d'aide éducative à domicile jeune majeur, renouvelable jusqu'au 21 ans de l'individu.

### Transformation en AED
Lorsque la notion de danger disparaît et que l'adhésion de la famille est acquise, un suivi éducatif peut s'avérer toujours nécessaire. Dans ce cas, une mesure d'aide éducative à domicile (anciennement AEMO administrative) peut être proposée à la famille. Il s'agit d'un contrat signé entre la famille, le conseil départemental et le cas échéant le représentant de l'association chargé d'exercer la mesure, permettant l'intervention d'un travailleur social à domicile. Dans ce cas, le juge des enfants n'est plus saisi et le dossier judiciaire est clos.

## Renforcement
L'AEMOR (ou AEMO-R) est une mesure de protection judiciaire consistant en une action éducative en milieu ouvert (AEMO) renforcée.

## Fédération
Le Carrefour national de l'Action éducative en milieu ouvert (CNAEMO) est la fédération en France représentant les associations et services de milieu ouvert ainsi que les professionnels travaillant dans le champ de la protection de l'enfance. Il est présidé depuis avril 2015 par Salvatore Stella.